# Miss Saigon

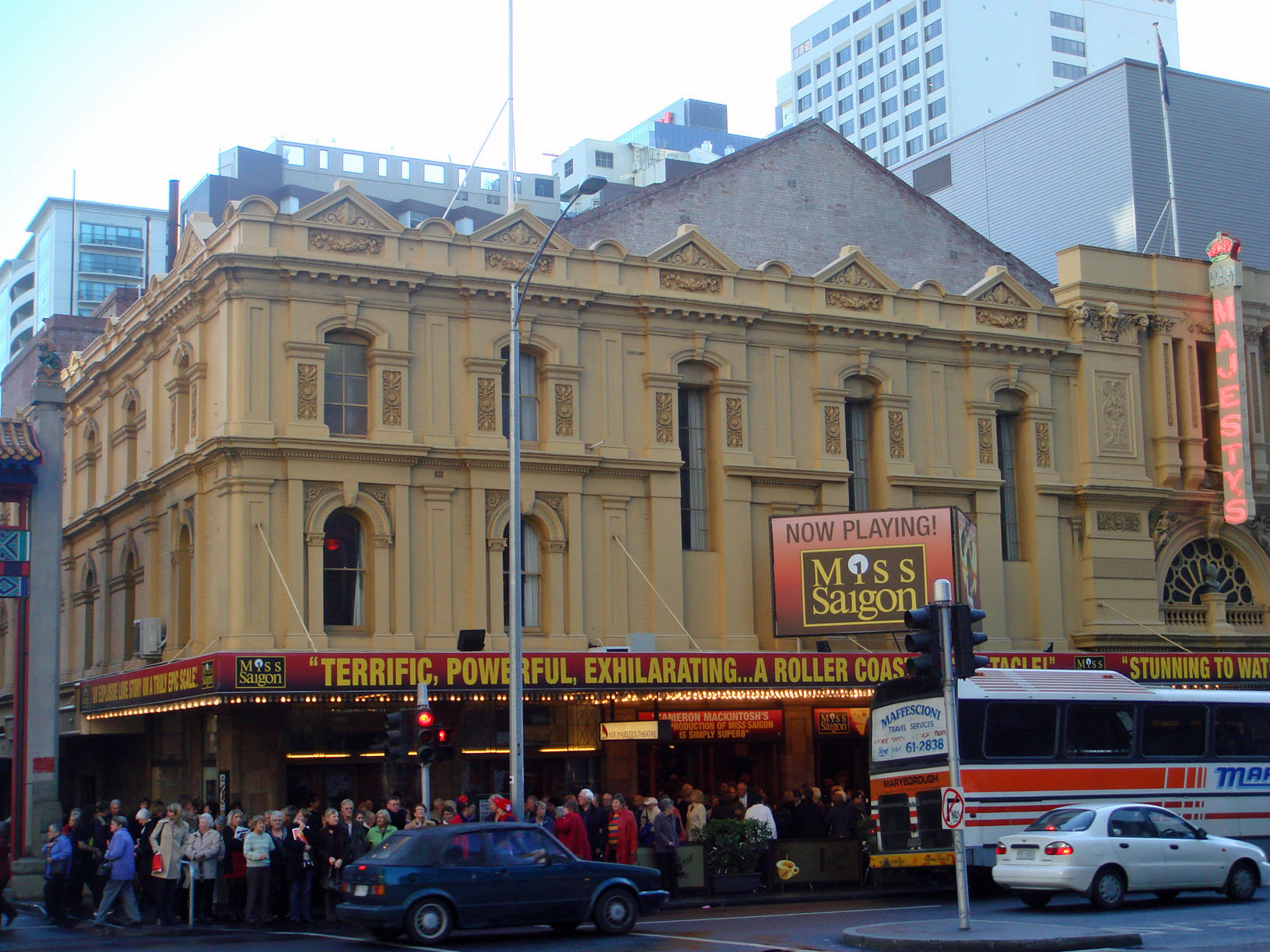
De nieuwe productie van Miss Saigon in het Her Majesty's Theatre in de Australische stad Melbourne.

Miss Saigon is een musical van Claude-Michel Schönberg en Alain Boublil, met teksten van Richard Maltby Jr., gebaseerd op de opera Madama Butterfly van Puccini.
De musical ging op 20 september 1989 in première in het Theatre Royal, Drury Lane in Londen met in de hoofdrollen Lea Salonga (Kim), Simon Bowman (Chris) en Jonathan Pryce (the Engineer). De laatste voorstelling van Miss Saigon in Londen was te zien op 30 oktober 1999 na 4264 voorstellingen. Op 11 april 1991 startte de musical op Broadway in New York. De laatste voorstelling in New York was te zien op 28 januari 2001 na 4092 voorstellingen. Daarna volgden talloze producties in vaste theaters en tournees over de hele wereld, onder meer in Toronto, Melbourne, Stuttgart, Manilla, de Verenigde Staten en het Verenigd Koninkrijk. Miss Saigon was in Nederland te zien in het Circustheater in Scheveningen van 1996 tot 1999. De show werd geproduceerd door Joop van den Ende in samenwerking met Cameron Mackintosh. De musical is in 2011/2012 als revival te zien geweest in het Beatrix Theater in Utrecht. Sinds 2014 is ook in Londen een succesvolle revival te zien. Speciaal voor het 25-jarig jubileum van Miss Saigon werd door de BBC een jubileumshow uitgezonden. Hieraan werkte onder anderen Lea Salonga, Jonathan Pryce, en Simon Bowman uit de originele cast mee. Zij waren te zien naast de nieuwe Londen cast

## Korte samenvatting
Liefdesverhaal over een Amerikaanse militair (Chris) die in tijd van oorlog verliefd wordt op de Vietnamese prostituee Kim. Tijdens de evacuatie uit Vietnam verliezen ze elkaar uit het oog. Jaren later, als Chris getrouwd is met een Amerikaanse vrouw (Ellen), staat hij opnieuw oog in oog met Kim en hun zoon in Bangkok.

## Verhaal
Vietnam, de oorlog met de Verenigde Staten. De Verenigde Staten probeert Vietnam ervan te weerhouden een communistische regering te krijgen. Het verhaal begint bij de Amerikaanse soldaat Chris, die samen met een aantal andere soldaten in een prostitutiebuurt van Vietnam zit. Ze hebben het naar hun zin, maar Chris wordt voorgesteld aan Kim, een meisje dat er pas net werkt. Ze worden verliefd op elkaar. Het blijkt een onmogelijke liefde te zijn, omdat Amerika in een oorlog is verwikkeld met Vietnam. Tijdens de evacuatie uit Vietnam, waarin alle Amerikaanse soldaten worden teruggehaald, omdat het een onmogelijke oorlog is om te winnen, raken de twee geliefden elkaar uit het oog. Jaren later is Chris getrouwd met een Amerikaanse vrouw. Kim wacht nog steeds vol hoop op de terugkomst van Chris, het blijkt zelfs dat ze een kind heeft gekregen, het kind van Chris. Wanneer Chris naar Bangkok gaat om Kim te zoeken, komt Kim erachter dat hij is getrouwd, en probeert tevergeefs haar kind aan Chris af te staan met de hoop dat hij een betere  toekomst zal hebben in Amerika. Uiteindelijk schiet ze zichzelf dood, met de hoop dat haar kind veilig is.

## OrigineleWest End/Broadwaycast
| Rol           | Originele West End-cast (1989) | Originele Broadway-cast (1991) | West End Revival Cast (2014) | Broadway-revivalcast (2017) |
| ------------- | ------------------------------ | ------------------------------ | ---------------------------- | --------------------------- |
| Kim           | Lea Salonga                    | Lea Salonga                    | Eva Noblezada                | Eva Noblezada               |
| De Regelaar   | Jonathan Pryce                 | Jonathan Pryce                 | Jon Jon Briones              | Jon Jon Briones             |
| Chris         | Simon Bowman                   | Willy Falk                     | Alistair Brammer             | Alistair Brammer            |
| John          | Peter Polycarpou               | Hinton Battle                  | Hugh Maynard                 | Nicholas Christopher        |
| Ellen         | Claire Moore                   | Liz Callaway                   | Tamsin Carroll               | Katie Rose Clarke           |
| Thuy          | Keith Burns                    | Barry K. Bernal                | Kwang-Ho Hong                | Devin Ilaw                  |
| Gigi          | Isay Alvarez                   | Marina Chapa                   | Rachelle Ann Go              | Rachelle Ann Go             |
| Alternate Kim | Monique Wilson                 | Kam Cheng                      | Tanya Manalang               | Lianah Sta. Ana             |

## Nederlandse bezetting
| Rol                    | Cast 1996-1999 | Cast 2011-2012 |
| ---------------------- | --- | --- |
| De Regelaar            | Willem Nijholt, Bill van Dijk                                                                                            | Stanley Burleson |
| Alternate De Regelaar  | Frans van Deursen, Wim Van Den Driessche                                                                                 | - |
| Understudy de Regelaar | Lorenz Martinez, Henk Dikmoet                                                                                            | Christian Tanamal, Vincent Pelupessy |
| Kim                    | Linda Wagenmakers | Na-Young Jeon |
| Understudy Kim         | Cystine Carreon, Tricia S. Canilao                                                                                       | Laiying Wang, Li-Tong Hsu |
| Alternate Kim          | Casey Francisco | - |
| Chris                  | Tony Neef | Ton Sieben, Jamai Loman |
| Alternate Chris        | Paul Vaes | - |
| Understudy Chris       | Ger Otte, Ron Barents, Gert-Jan Heuvelmans, Paul Vaes                                                                    | Roy Kullick, Martijn van Voskuijlen |
| Ellen                  | Ellen Evers, Lottie Hellingman, Claudia de Graaf                                                                         | Brigitte Heitzer (tot 26 februari), Maike Boerdam (vanaf 28 februari) |
| Understudy Ellen       | Céline Purcell, Cystine Carreon, Nurlaila Karim, Saskia Raaijmakers, Patricia Manahan, Claudia de Graaf                  | Anouk Maas, Li-Tong Hsu |
| John                   | Stanley Burleson, Matthew Dickens, Marc Dollevoet                                                                        | Edwin Jonker |
| Understudy John        | Marc Dollevoet, Paul Donkers, Jerrel Houtsnee, René van Kooten                                                           | Marcel Visscher, Stephan Mooijman, Marlon David Henry |
| Thuy                   | Charles Azulay, Arvin Quirante                                                                                           | Kok-Hwa Lie |
| Understudy Thuy        | Arvin Quirante, Kok-Hwa Lie, Angelo Paragoso, Noel Driz, Pehton Quirante                                                 | Robin van den Akker, Vincent Klaiber van Leerdam |
| Gigi                   | Imelda de los Reyes, Nurlaila Karim, Cystine Carreon                                                                     | Li-Tong Hsu |
| Understudy Gigi        | Nurlaila Karim, Cystine Carreon, Meilanne Lancion, Chaira Borderslee, Cyrille Carreon                                    | Maria Graciano, Dénise Baaij |
| Tam                    | Amy Jansen, Gina v. Hek, Sheila Jansen, Burkay Cetinkaya, Brendon Gazi, Sharity Djasim, Cherry-May Chu, Dejavu Rodrigues | Shao de Bondt, Julin Djamaludin, Aalisah Bui, Lilian Eslami, Jiao Oude Sogtoen, Jamiro van Dam, Milène de Haas, Delila Goudriaan, Kiara Chin See Hoo, Gaby de Mees, Mei-Ying Ong, Luna Booij, Jay Agerbeek |

## Soundtrack
Van de verschillende musical versies werden soundtrackalbums uitgebracht die in de Nederlandse Album Top 100 terechtkwamen.

### Albums
| Album met eventuele hitnotering(en) in de Nederlandse Album Top 100 | Datum van verschijnen | Datum van binnenkomst | Hoogste positie | Aantal weken | Opmerkingen |
| ------------------------------------------------------------------- | --------------------- | --------------------- | --------------- | ------------ | ----------- |
| Miss Saigon                                                         | 1995                  | 23-09-1995            | 29              | 10           | Soundtrack  |
| Highlights from Miss Saigon                                         | 1995                  | 23-09-1995            | 42              | 16           | Soundtrack  |
| Miss Saigon (Originele Nederlandse versie)                          | 1997                  | 19-04-1997            | 7               | 21           | Musical     |
| Miss Saigon - Het Nederlandse cast album 2011/2012                  | 2012                  | 28-01-2012            | 15              | 13*          | Musical     |

'14-'18 · '40-'45 (België) · '40-'45 (Nederland) · De 3 Biggetjes · 3 Musketiers · Aida · Alice in Wonderland · A xXxmas Carola · Anatevka · Assepoester · Belle en het Beest · Billie Holiday · Bloedbroeders · The Bodyguard · Cabaret · Camelot · Cats · Chicago · Ciske de Rat · Cyrano de Bergerac · De Schone van Boskoop · Daens · Dirty Dancing · Doe Maar! · Domino · Doornroosje · Dracula · Drood · Elisabeth · Evita · Fame · De Finale · Flashdance · Foxtrot · Goodbye, Norma Jeane · Grease · Hair · High School Musical · De Jantjes · Jekyll & Hyde · Jersey Boys · Jesus Christ Superstar · Kadanza · De kleine zeemeermin · Koning van Katoren · Kruimeltje · Kuifje: De Zonnetempel · Kunt u mij de weg naar Hamelen vertellen, mijnheer? · The Last Five Years · Lelies · The Lion King · The Little Mermaid · Love Story · Lover of Loser · Mamma Mia! · De man van La Mancha · Mary Poppins · Les Misérables · Miss Saigon · Muerto! · De Muze van Rubens · My Fair Lady · On Your Feet! · Op hoop van Zegen · Oorlogswinter · The Passion · Pauline & Paulette · The Phantom of the Opera · Pinokkio · Red Star Line · Rembrandt · Robin Hood · Romeo en Julia, van Haat tot Liefde · De Rozenoorlog · Shhh...it happens! · Shrek · Soldaat van Oranje · Spring Awakening · De sprookjesmusical Klaas Vaak · Sneeuwwitje · The Sound of Music · Tarzan · Titanic · Turks fruit · Urinetown · De Vliegende Hollander · Wat Zien Ik?! · Wicked · The Wild Party · The Wiz · Wickie de viking de musical
    Portaal Musical